# Estación Paraíso
La Estación Paraíso es una estación de intercambio del Metro de São Paulo. Hace la conexión entre la Línea 1-Azul y la Línea 2-Verde.
La estación de la Línea 1-Azul fue inaugurada oficialmente el 17 de febrero de 1975, y la de la Línea 2-Verde fue inaugurada el 25 de enero de 1991.
Está situada en la Rua Vergueiro, 1465.

## Características
Compuesta por entrepiso de distribución y dos niveles superpuestos con plataformas centrales en la Línea 1-Azul y plataforma central y lateral en la Línea 2-Verde, estructuras en concreto aparente. El principal acceso se conecta con la plaza en el nivel del hall central.
Capacidad de hasta 40 000 pasajeros por día.
Área construida de 15 765 m².

## Demanda media de la estación
La demanda media de esta estación, es de 37 mil pasajeros por día, según datos del Metro. En la Línea 1-Azul, 31 mil pasajeros embarcan en ella, y solamente 6 mil en la Línea 2-Verde.(*)
(*): Número de personas que entran en la estación, y no las que trasboran de la Línea 1-Azul, para la Línea 2-Verde o viceversa.

## Líneas de SPTrans
Líneas de la SPTrans que salen de la Estación Paraíso del Metro:
| Línea   | Destino              |
| ------- | -------------------- |
| 3360/10 | Itaim Paulista       |
| 374T/10 | Cidade Tiradentes    |
| 5791/10 | Eldorado             |
| 857P/10 | Terminal Campo Limpo |
| 877T/10 | Vila Anastácio       |

## Alrededores[3]
- Centro Cultural São Paulo
- Metro - Centro de Control Operativo
- Shopping Pátio Paulista

Educación
- Alferes Vestibulares
- Colegio Maria Inmaculada
- Colegio Bandeirantes
- Colegio Benjamin Constant[4]
- Colegio Etapa[5]
- Colegio Objetivo
- EEPSG Rodrigues Alves

Religión
- Catedral Metropolitana Ortodoxa
- Catedral de Nossa Senhora do Paraíso
- Iglesia Evangélica Árabe de São Paulo
- Iglesia Santa Generosa

Salud
- Maternidad Santa Joana[6]
- Hospital del Corazón / Asociación Sanatório Sírio[7]
- Casa de Salud Santa Rita[8]
- Banco de Sangre - Beneficencia Portuguesa
- Hospital AMICO
- Hospital São Rafael[9]
- Hospital Santa Catarina

## Obras de arte[10]
- Equilíbrio (escultura), Renato Brunello (1989), Material: Mármore (1,40 x 1,60 m), peso: 1.000 kg, ubicación: Delante de los molinetes / Línea 1-Azul

- O Paraíso (poesía), Betty Milan (1995), técnica: Letra bloco, material: Chapa galvanizada com tinta metálica (dourada),(4,00 x 5,00 m), ubicación: Acceso Pza. Santa Generosa / Línea 2-Verde

- Raios de Sol (Mural 1), Odiléa Toscano (1990/1991), técnica: Pintura sobre concreto , material: Tinta acrílica(4,40 x 4,00 m), ubicación: Acceso à Catedral Ortodoxa, pared sobre la escalera fija / Línea 2-Verde

- Sin Título (Mural 2), Odiléa Toscano (1990/1991), técnica: Pintura sobre concreto , material: Tinta acrílica (2,50 x 11,70 m), ubicación: Acceso Catedral Ortodoxa, pared frontal / Línea 2-Verde

- Sin Título (Mural 3), Odiléa Toscano (1990/1991), técnica: Pintura sobre concreto , material: Tinta acrílica (2,30 x 9,30 m), ubicación: Acceso edificio Brahma, pared sobre las escaleras / Línea 2-Verde

- Sin Título (Mural 4), Odiléa Toscano (1990/1991), técnica: Pintura sobre concreto , material: Tinta acrílica (5,85 x 6,60 m) , ubicación: Acceso al Viaducto Santa Generosa / Línea 2-Verde

- Sin Título (Mural 5), Odiléa Toscano (1990/1991), técnica: Pintura sobre concreto , material: Tinta acrílica (3,20 x 33,00 m), ubicación: Hall de acceso a la plataforma / Línea 2-Verde

- Sin Título (Mural 6), Odiléa Toscano (1990/1991), técnica: Pintura sobre concreto , material: Tinta acrílica (1,60 m X 9,90 m X 4,00 m), ubicación: Acceso al Segundo Subsuelo / Línea 2-Verde

## Tabla
| Sigla | Estación | Inauguración                                                    | Capacidad                  | Integración                                                          | Plataformas                                                   | Posición    | Comentarios                                                                   |
| ----- | -------- | --------------------------------------------------------------- | -------------------------- | -------------------------------------------------------------------- | ------------------------------------------------------------- | ----------- | ----------------------------------------------------------------------------- |
| PSO   | Paraíso  | 17 de febrero de 1975 (Línea 1) y 25 de enero de 1991 (Línea 2) | 40 mil pasajeros hora/pico | Entre las Líneas 1-Azul y 2-Verde, y con el Bilhete Único de SPTrans | Laterales superpuestas en la 1-Azul y laterales en la 2-Verde | Subterránea | Estación con estructura de concreto aparente, con dos niveles de plataformas. |